# Jasna Jurečič
Jasna Jurečič, slovenska pisateljica in novinarka, * 1955, Zadar, † 7. maj 2014.

## Življenje in delo
Jasna Jurečič se je rodila v Zadru, mami Dalmatinki in očetu Slovencu. V mladosti se je preselila v Ljubljano, kjer je na univerzi študirala ekonomijo in novinarstvo. V osemdesetih letih prejšnjega stoletja se je preselila v vas Salež na tržaškem Krasu v Italiji. Pri 59 letih je nenadoma umrla. Pokopana v Samatorci (občina Zgonik).
Jasna Jurečič je bila kulturno dejavna od sredine devetdesetih let prejšnjega stoletja. Sodelovala je na Radiu Trst A in časopisu Primorski dnevnik, kjer je poročala o športu, predvsem o ŠK Kras in namiznem tenisu, prozo je objavljala v mesečniku Mladika . Bila je aktivna v odboru Športnega kluba Kras in SKD Rdeča Zvezda. Pisala je z razne medije .
Njen knjižni prvenec Prerokuj mi še enkrat  je izšel leta 2008 pri založbi Mladika. Roman je bil izbran v ožji izbor za najboljši prvenec na 24. knjižnem sejmu v Ljubljani. Leta 2012 je izdala pri Kulturnem društvu Vilenica zbirko kratke proze Pasji dnevi.
Pisala je tudi za pravljice za otroke in radijske igre. Otroške zgodbe so bile predvajanje na radiu in kasneje izdane v reviji Galeb .

### Proza
- Prerokuj mi še enkrat. Trst : Mladika, 2008  (COBISS)
- Pasji dnevi. Sežana : Kulturno društvo Vilenica, 2012  (COBISS)

### Radijske igre
- Julija, 1996
- Parjenje, 1998
- Postaja, 2007
- Mona Lisa, 2009